# Municipio de Jackson (condado de Webster, Iowa)
El municipio de Jackson (en inglés: Jackson Township) es un municipio ubicado en el condado de Webster en el estado estadounidense de Iowa. En el año 2010 tenía una población de 323 habitantes y una densidad poblacional de 3,47 personas por km².

## Geografía
El municipio de Jackson se encuentra ubicado en las coordenadas 42°35′36″N 94°23′10″O / 42.59333, -94.38611. Según la Oficina del Censo de los Estados Unidos, el municipio tiene una superficie total de 93.17 km², de la cual 93,09 km² corresponden a tierra firme y (0,09 %) 0,08 km² es agua.

## Demografía
Según el censo de 2010, había 323 personas residiendo en el municipio de Jackson. La densidad de población era de 3,47 hab./km². De los 323 habitantes, el municipio de Jackson estaba compuesto por el 97,83 % blancos, el 0,93 % eran afroamericanos, el 0,93 % eran asiáticos, el 0,31 % eran de otras razas. Del total de la población el 0,62 % eran hispanos o latinos de cualquier raza.